# Пхра Мэ Тхорани

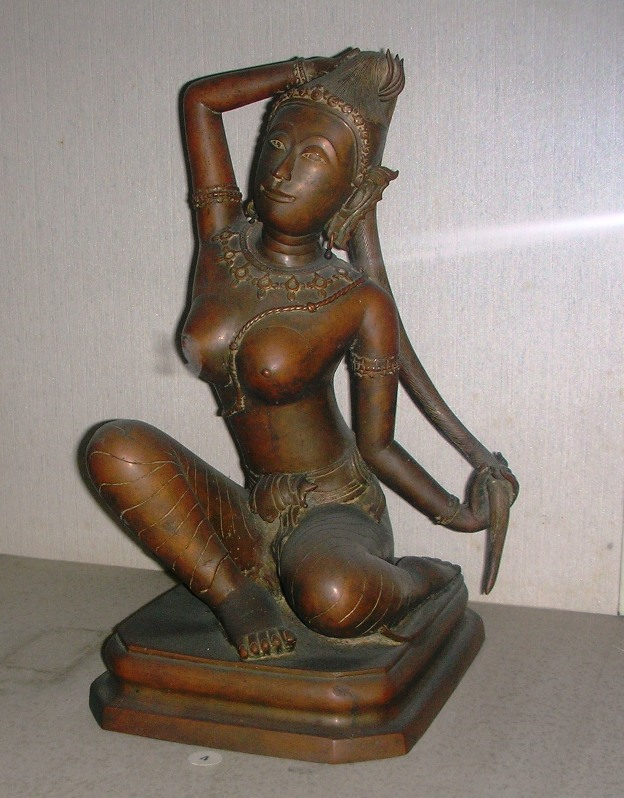
Бронзовая статуя Пхра Мэ Тхорани. Национальный музей Бангкока

Пхра Мэ Тхорани (тайск. พระแม่ธรณี), Мэ Пхра Тхорани или Нанг Тхорани (นางธรณี) — тайское и лаосское имена богини земли из буддийской мифологии этих стран. Эта богиня также известна как Суватхара или Соватхара. В пали Васудхара

## Этимология
Слово Тхорани — тайское заимствование из санскритского и палийского dharaṇī, ‘земля’. Пхра — от preah (из кхмерского bprēiəh ‘святая’), и Мэ — мать.

## Символизм и иконография
Изображения Пхра Мэ Тхорани распространены в буддийских храмах Камбоджи, Мьянмы, Таиланда и Лаоса.
В буддийскому мифе Пхра Мэ Тхорани персонифицируется как молодая девушка выжимающая холодную воду из своих волос, для того чтобы утопить Мару, демона, отправленного искусить Будду, медитировавшего под деревом Бодхи. Если рассмотреть миф о том, как Будда призывал землю в свидетели, то Пхра Мэ Тхорани и будет персонификацией земли, которая ему помогла. На фресках в храмах Пхра Мэ Тхорани часто изображена с Буддой, призывающим землю в свидетели. Воды, которые выходят из её волос и смывают армии Мары, символизируют воды совершенной щедрости Бодхисаттвы.

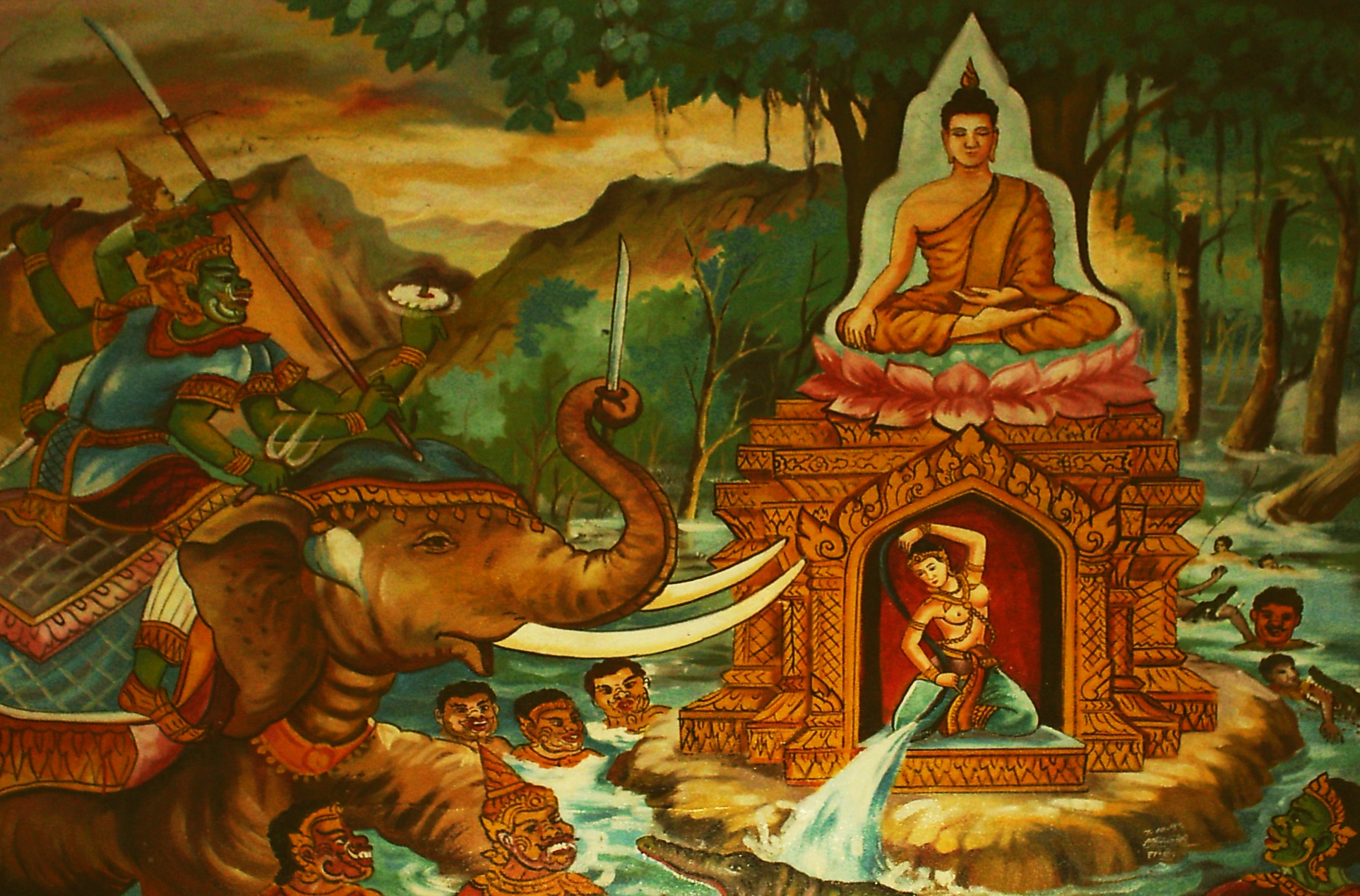
Картина из лаосского монастыря. Будда во время битвы с Марой призывает Пхра Мэй Тхорани прийти ему на помощь
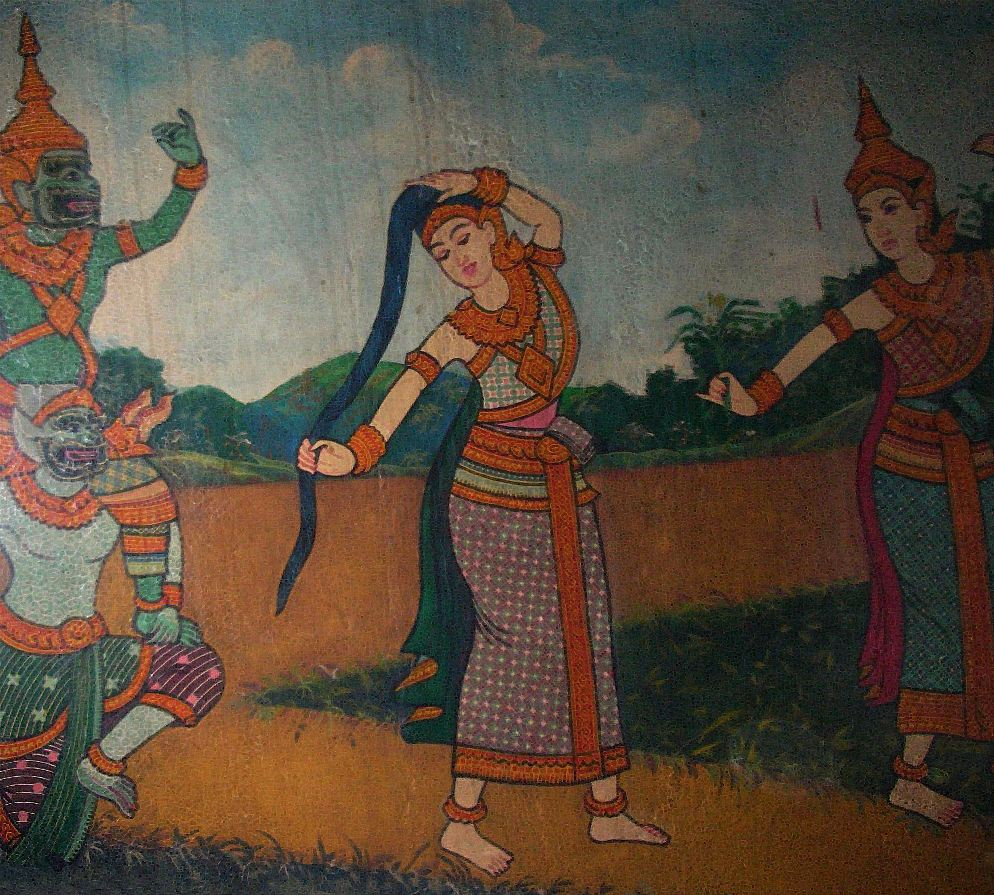
Росписи Ват Пном, Пномпень, Камбоджа. Пхра Мэ Тхорани стоит между демонами и Буддой
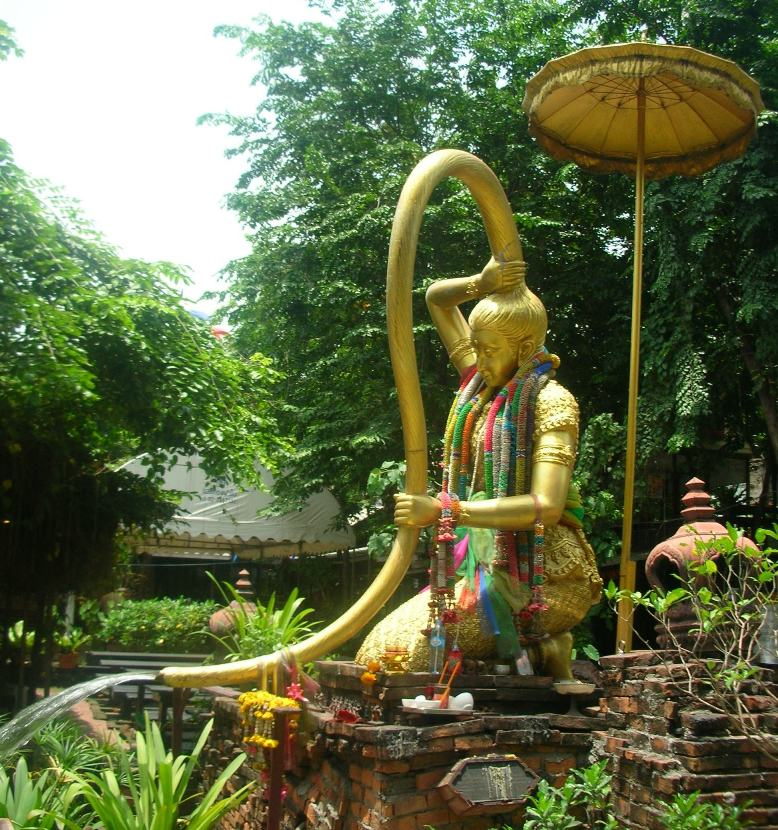
Фонтан Пхра Мэ Тхорани в Бангкоке